# إدوارد بيرنت تايلور
السير إدوارد بيرنت تايلور (بالإنجليزية: Edward Burnett Tylor) (2 أكتوبر 1832 - 2 يناير 1917) هو أنثروبولوجيا إنجليزي ومؤسس لعلم الأنثروبولوجيا الثقافية. ساعدت دراساته على تحديد مجال الأنثروبولوجية وتطور الاهتمام بذلك العلم. كان أستاذاً للأنثروبولوجية بجامعة أكسفورد (1896 – 1909 م). أهم كتبه «الثقافة البدائية» (1871 م) و«النثروبولوجية» (1881 م).
جسّدت أفكار تايلور مذهب التطور الثقافي في القرن التاسع عشر. من خلال أعماله «الثقافة البدائية» في عام 1871 و«الأنثروبولوجيا» في عام 1881، عرّف محتوى الدراسات العلمية لعلم الأنثروبولوجيا، استنادًا إلى النظريات التطورية لتشارلز لايل. كان يؤمن بوجود مبادئ وظيفية لتطور المجتمع والدين. وأكد تايلور اجتياز جميع المجتمعات لثلاث مراحل أساسية من التطور: ابتداءً بالهمجيّة إلى البربريّة وانتهاءً بالحضارة. يُعتَبر تايلور شخصيةً مؤسِّسة لعلم الأنثروبولوجيا الثقافي، وساعدت أعماله العلمية في بناء نظام علم الأنثروبولوجيا في القرن التاسع عشر، إذ كان يعتقد أن «الدراسات التي تبحث في تاريخ الإنسان الحالي بالإضافة إلى عصور ما قبل التاريخ، يمكن استخدامها كأساس لإصلاح المجتمع الإنجليزي».
أعاد تايلور تقديم مصطلح «الأرواحية» (أي الإيمان بالروح الفردية لكل الأشياء والمظاهر الطبيعية)، إذ اعتبر أن الروحانية هي المرحلة الأولى من تطور الأديان.

## مطلع حياته والتعليم
وُلِد عام 1832، في منطقة كامبرويل، لندن، لوالده جوزيف تايلور ووالدته هارييت سكيبر، عائلته هي جزء من الكويكرز الأثرياء (أو ما يُدعى بجمعية الأصدقاء الدينية)، ويملكون مصنعًا للنحاس في لندن. أصبح أخوه الأكبر ألفريد تايلور عالمًا جيولوجيًا.
تلقّى تعليمه في مدرسة غروف هاوس، في توتنهام، لكنه لم يحصل على شهادة جامعية لكونه تابعًا للكويكرز، وبسبب موت والديه في مرحلة البلوغ المبكر. استعدّ فيما بعد للمساعدة في إدارة أعمال العائلة، لكنه اضطر إلى التخلي عن هذه المهمة عندما ظهرت عليه أعراض تشبه أعراض مرض السل في سن 23 عامًا. غادر تايلور إنجلترا في عام 1855، وسافر إلى المكسيك اتباعًا لنصيحة الأطباء له بقضاء بعض الوقت في مناخ أكثر دفئًا. وبرهنت هذه التجربة أهميتها، إذ أثارت فيه الرغبة بدراسة الثقافات الغريبة على مدى حياته.
التقى تايلور خلال رحلته ب«هنري كريستي»، عالم أنثولوجيا (فرع من الأنثروبولوجيا) وعالم آثار. حفزت معرفة تايلور بكريستي إلى حد كبير اهتمامه بالأنثروبولوجيا، وساعدته في توسيع مجال دراساته لتشمل أيضًا عصور ما قبل التاريخ.

## مهنته الاحترافية

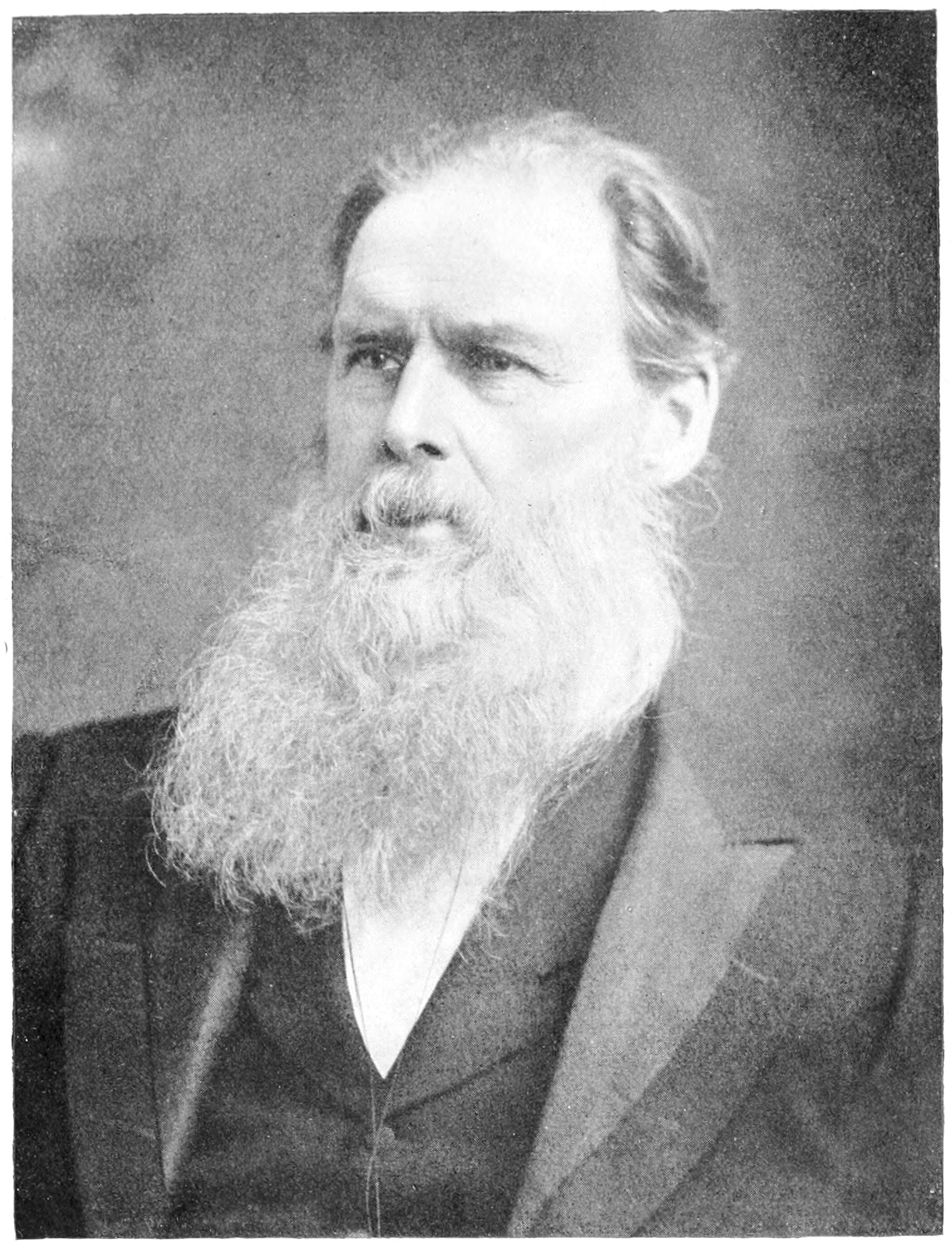
صورة تايلور. التراث الشعبي، المجلد. 28

جاء كتاب تايلور الأول نتيجةً لرحلته عام 1856 إلى المكسيك مع كريستي. كانت مسودته المكتوبة حول معتقدات وممارسات الأشخاص الذين قابلهم هناك أساسًا لأعماله مثل: «المكسيك والمكسيكيين»، «القديم والمعاصر» عام 1861، الذي نُشر بعد عودته إلى إنجلترا. واصل تايلور دراسة عادات وتقاليد المجتمعات القبليَّة، سواء الموجودة على قيد الحياة أم التي تعود إلى عصور ما قبل التاريخ (اعتمادًا على الاكتشافات الأثرية). نشر عمله الثاني، «أبحاث في تاريخ الجنس البشري المُبكر وتطور الحضارة»، في عام 1865. بعد ذلك جاء عمله الأكثر قوةً وتأثيرًا وهو: الثقافة البدائية (1871). كان هذا العمل مهمًا، ليس فقط لدراسته الشاملة للحضارة الإنسانية وإسهاماتها في مجال الأنثروبولوجيا، وإنما أيضًا لتأثيره الذي لا يمكن إنكاره على الكثير من العلماء الشباب، مثل جيمس فريزر، الذين أصبح في السنوات اللاحقة تلميذًا لتايلور وشارك بشكل كبير في البحث العلمي لدراسة الأنثروبولوجيا.
عُيّن تايلور مُشرفًا على متحف الجامعة في أكسفورد في عام 1883، وكذلك عُيّنَ كمُحاضِر، وحاز على لقب «أول قارئ في الأنثروبولوجيا» من عام 1884 إلى 1895. كان أول أستاذ في علم الأنثروبولوجيا في جامعة أكسفورد في عام 1896. عمل تايلور كمستشار أنثروبولوجي في إعداد الطبعة الأولى من قاموس أكسفورد الإنجليزي.

## فكره

### التصنيف والنقد
نشر تايلور «الثقافة البدائية» في عام 1871، ليُصبح المُنشئ للأنثروبولوجيا الثقافية.
اقتُرَح تصنيفان في عام 1993 من قِبل المُفكّر الهندي «ديندايال أبديايا» والمُفكر باندي، وهما: المدرسة التطورية الكلاسيكية والمدرسة التطورية الجديدة. قسمت المدرسة البريطانية الكلاسيكية التطورية، في جامعة أكسفورد، المجتمع إلى مرحلتين تطوريتين: الوحشيّة والحضارة، وذلك وفقًا لعالم الآثار جون لوبوك.

### مفاهيم أساسية

#### الثقافة
يتجلى أفضل وصف لفكر تايلور في عمله الأكثر شهرة، «الثقافة البدائية» الذي طُبع في مجلدين. يتناول المجلد الأول، أصول الثقافة، الإثنوغرافيا بما في ذلك التطور الاجتماعي واللغويات والأسطورة. بينما يتناول المجلد الثاني، الدين في الثقافة البدائية، وبشكل أساسي تفسير الأرواحية.

يقدم تايلور تعريفًا في الصفحة الأولى من الثقافة البدائية، يُعتبر واحدًا من أكثر مساهماته المعترف بها على نطاق واسع في مجال الأنثروبولوجيا ودراسة الدين فيذكر تايلور:
«الثقافة أو الحضارة، التي اتُخذت بمعناها الإثنوغرافي الواسع، هي تلك الكُليَّة المعقدة التي تشمل المعرفة والإيمان والفن والأخلاق والقانون والعادات وأي قدرات وعادات أخرى يكتسبها الإنسان كعضو في المجتمع».
يُقدّم الفصل الأول من العمل مخططًا لتخصُّصٍ جديد، وهو علم الثقافة، عُرف لاحقًا بالثقافة.

### المُسلَّمات
يؤكد تايلور على عكس العديد من أسلافه ومعاصريه على أن العقل البشري وقدراته مُوحّدة على الصعيد العالمي. هذا يعني أن مجتمع الصيّادين مثلًا سيتمتع بنفس مقدار الذكاء الذي يتمتع به المجتمع الصناعي المتقدم. يؤكد تايلور أن الاختلاف يكمن في «التعليم»، إذ يعتبر أن المعرفة التراكمية والمنهجية تحتاج إلى آلاف السنين للاكتساب.

### تطور تايلور
نشر تايلور عملاً أسماه الأنثروبولوجيا في عام 1881، وهو أول عمل يسُمّى بهذا الاسم. قال في الفصل الأول:
«يُظهر التاريخ، كُلّما عدنا إلى الوراء، أنّ الفنون والعلوم والمؤسسات السياسية بدأت في الدول الأكثر بدائية، لكنها أصبحت على مر العصور، أكثر ذكاءً وأكثر منهجية وترتيبًا وتنظيمًا مثاليًا». - تايلور 1881، صفحة 15.
كانت وجهة النظر المطروحة هي إعادة صياغة الأفكار التي نشأت لأول مرة في أوائل ستينيات القرن التاسع عشر، إذ يُعتقد أن المُنظّر الأكثر تأثيرًا على تايلور هو جون لوبوك، وهو مبتكر المصطلحات: «العصر الحجري القديم» و«العصر الحجري الحديث». كانت المفاهيم الأولية لعصور ما قبل التاريخ تعود له أيضًا. ظهرت أعمال لوبوك بشكل بارز في محاضرات تايلور وفي متحف «بيت ريفرز» لاحقًا.

### تطور الأديان
جادل تايلور فكرة استخدام الناس الدين لتفسير الأشياء التي حدثت في العالم. رأى أنه من المهم للأديان أن تكون لديها القدرة على شرح أسباب حدوث الأشياء في العالم. على سبيل المثال، أعطانا الله الشمس لتبقينا دافئين ولتمنحنا الضوء. ناقش تايلور أن الروحانية هي الدين الطبيعي الحقيقي وجوهر الدين، فهي تجيب على الأسئلة المتعلقة بالديانة التي جاءت أولاً وأي دين يحتوي على الأساسيات والقواعد لجميع الأديان. كانت الروحانية أفضل إجابة على هذه الأسئلة بالنسبة له، لذلك يجب أن تكون هي الأساس الحقيقي لجميع الأديان. تُوصف الروحانية بأنها الإيمان بالأرواح التي تسكن الكائنات الحية، أو الأرواح الموجودة في الأشياء. بالنسبة لتايلور، فاستمرار المُمارسين الدينيين المعاصرين في إيمانهم بالأرواح، يُظهر حقيقة أن هؤلاء الناس ليسوا أكثر تقدماً من المجتمعات البدائية. وهذا يعني بالنسبة له أن الممارسين الدينيين المعاصرين لا يفهمون الكون أو الحياة بشكل حقيقي لأنهم استبعدوا العلم من فهمهم للعالم. نظر تايلور إلى الاعتقاد الديني الحديث بالله باعتباره «بقاء» للجهل البدائي. لم يعتقد تايلور رغم ذلك أن الإلحاد هو النهاية المنطقية للتطور الثقافي والديني. وهكذا طرح تايلور وصفًا أنثروبولوجيًا لـ «القضاء التدريجي على الإلحاد» والتخلص من الوهم، ولكن ليس العلمنة.

## أنظر أيضا
- حمل تعاطفي

## روابط خارجية
- إدوارد بيرنت تايلور على موقع الموسوعة البريطانية (الإنجليزية)
- إدوارد بيرنت تايلور على موقع إن إن دي بي (الإنجليزية)